# Hans-Christoph Ammon
Hans-Christoph Ammon (* 26. August 1950 in Celle) ist ein Brigadegeneral a. D. des Heeres der Bundeswehr. Er war von 2007 bis 2010 Kommandeur des Kommando Spezialkräfte und in dieser Funktion auch General Spezialkräfte.

## Militärische Laufbahn
Ammon begann seinen Dienst in der Bundeswehr am 1. Juli 1970 im Panzerartilleriebataillon 75 und wurde am 1. April 1972 zum Leutnant befördert. Mit der Beförderung zum Oberleutnant am 1. Oktober 1974, wurde er Batterieoffizier beim Feldartilleriebataillon 111.
Von 1975 bis 1978 diente er als Offizier für Nachrichtenwesen (S2) im Panzerartilleriebataillon 165 in Wentorf. Am 26. April 1978 wurde er zum Hauptmann befördert und als Batteriechef der 4. Batterie im Panzerartillerielehrbataillon 95 in Munster eingesetzt.
Von 1981 bis 1983 absolvierte er den 24. Generalstabslehrgang an der Führungsakademie der Bundeswehr in Hamburg, wo er eine wissenschaftliche Arbeit mit dem Thema „Sowjetische Täuschungsoperationen – Lehre daraus für die Verteidigung – Dargestellt und bewertet anhand von Beispielen“ verfasste. Anschließend diente er bis 1986 als Leiter der Generalstabsabteilung 4 (Logistik) der Panzerbrigade 33 in Celle und wurde am 1. Oktober 1985 zum Major befördert. Zwischen 1986 und 1987 war er Lehrgangsteilnehmer am indischen Defense Service Staff College.
Danach diente Ammon als Leiter der Generalstabsabteilung 3 (Ausbildung und Operationen) der Panzerbrigade 2. Mit der Beförderung zum Oberstleutnant am 21. Oktober 1989 wurde er Kommandeur des Panzerartilleriebataillons 25.
Zwischen 1991 und 1994 war er Leiter der Generalstabsabteilung 3 der 6. Panzergrenadierdivision/Wehrbereichskommando I. In diese Zeit fällt auch sein Auslandseinsatz bei UNOSOM II in Somalia, bei dem er von November 1993 bis April 1994 als Chef des Stabes des Deutschen Unterstützungsverbands Somalia diente.
Nach der Rückkehr diente er als G3-op bis 1996 in der Generalstabsabteilung 3 des Heeresführungskommandos in Koblenz an. Am 16. Januar 1997 wurde er zum Oberst befördert und übernahm bis 2000 die Dienststellung des Leiters Operation und stellvertretender Stabschef (G3) im Allied Command Europe Rapid Reaction Corps (ARRC). In dieser Funktion wurde er mit dem Stab auch bei seinem zweiten Auslandseinsatz von Februar 1999 bis Oktober 1999 im Kosovo im Rahmen von KFOR 6 in Skopje/Priština eingesetzt.
Im Jahre 2000 wurde er ins Bundesministerium der Verteidigung versetzt und diente dort bis 2003 als Referatsleiter für Einsatzplanung im Führungsstab der Streitkräfte (Fü S V 2).
Von 2003 bis 2005 war er Kommandeur der Panzergrenadierbrigade 30. Vor seinem dritten Auslandseinsatz von Juli bis Dezember 2005, wurde er am 1. Mai 2005 zum Brigadegeneral befördert, und diente als Kommandeur des 8. Deutschen Einsatzkontingents ISAF und stellvertretender Kommandeur der Kabul Multinational Brigade (KMNB) in Afghanistan. Von 2006 bis 2007 diente er abermals im Allied Europe Rapid Reaction Corps, diesmal als Commander Rear Support Command und dienstältester deutscher Offizier (DDO) des Kommandostabes.
Sein vierter Auslandseinsatz führte ihn vom Mai 2006 bis Februar 2007 erneut nach Afghanistan, wo er als Director Combined Joint Operation Centre im Hauptquartier der ISAF eingesetzt wurde.
Am 29. Juni 2007 übernahm er von Rainer Hartbrod das Kommando Spezialkräfte in Calw, das er am 30. September 2010 an Oberst i. G. Heinz Josef Feldmann abgab, mit dem er zwischen 1994 und 1996 im Heeresführungskommando gedient hatte, und trat anschließend in den Ruhestand.

## Privates
Ammon ist verheiratet und Vater zweier Kinder.

## Auszeichnungen
- Ehrenkreuz der Bundeswehr in Gold (1993),
- Einsatzmedaille der Bundeswehr Kosovo Verification Mission in Bronze (1999),
- Bundesverdienstkreuz (2002),
- Einsatzmedaille der Bundeswehr ISAF in Bronze (2005),
- Einsatzmedaille der Bundeswehr ISAF in Silber (2007).